# 大洗町立祝町小学校
大洗町立祝町小学校（おおあらいちょうりつ いわいまちしょうがっこう）は、かつて茨城県東茨城郡大洗町にあった小学校。

## 概要
開校は明治7年。磯浜小学校との統合にともない、平成24年3月に閉校した。